# زارا وایتس
زارا وایتس (هلندی: Zara Whites؛ زاده ۸ نوامبر ۱۹۶۸) یک بازیگر پورنوگرافی اهل هلند است.